# Sky Over Holland
Sky Over Holland ist ein niederländischer Kurzfilm von John Fernhout aus dem Jahr 1967.

## Handlung
Der Film zeigt die Niederlande mit Aufnahmen aus der Luft, zu Land und zu Wasser, wobei immer wieder auch auf die Wolkenformationen am Himmel geschwenkt wird. Zu sehen sind die Grachten und ein Glockenspiel, der Vieh-, Blumen- und Käsemarkt, die Windmühlen und Boote sowie der Wintersport mit Schlittschuhläufern und dem Eissegeln. Es folgen Aufnahmen eines Kirchenbesuchs, die Fischer auf dem Meer, der Hafen und der Flugverkehr sowie die Niederlande im Herbst. Aufnahmen von Kunsthandwerk, wie Glasbläserei, werden gezeigt, sowie die Herstellung von Briefmarken mit dem Motiv der Königin. Es folgen Luftaufnahmen von Blumenfeldern, die farbige Muster in die Landschaft bringen, sowie Bilder vom Rummel.

## Produktion
Sky Over Holland entstand für den niederländischen Pavillon der Expo 67 in Montreal, wo er auf einer 20-Meter-Leinwand gezeigt wurde. Die Aufnahmen entstanden mit einer MCS 70mm, einer 70-mm-Panorama-Kamera.
In die Dokumentaraufnahmen des Films werden Gemälde bekannter niederländischer Maler eingeflochten, so sind folgende Werke im Film zu sehen:

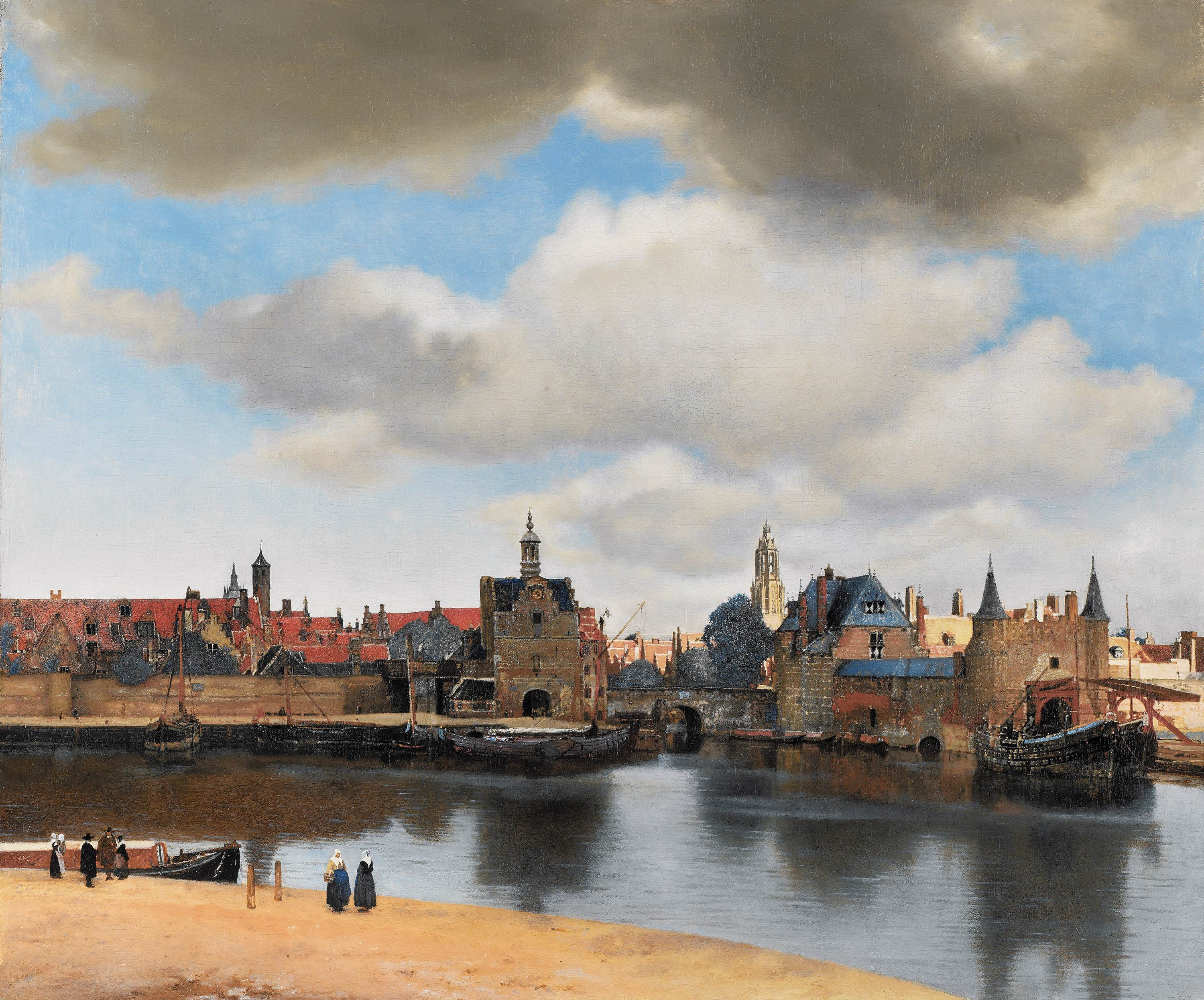
Vermeer: Ansicht von Delft (1660)

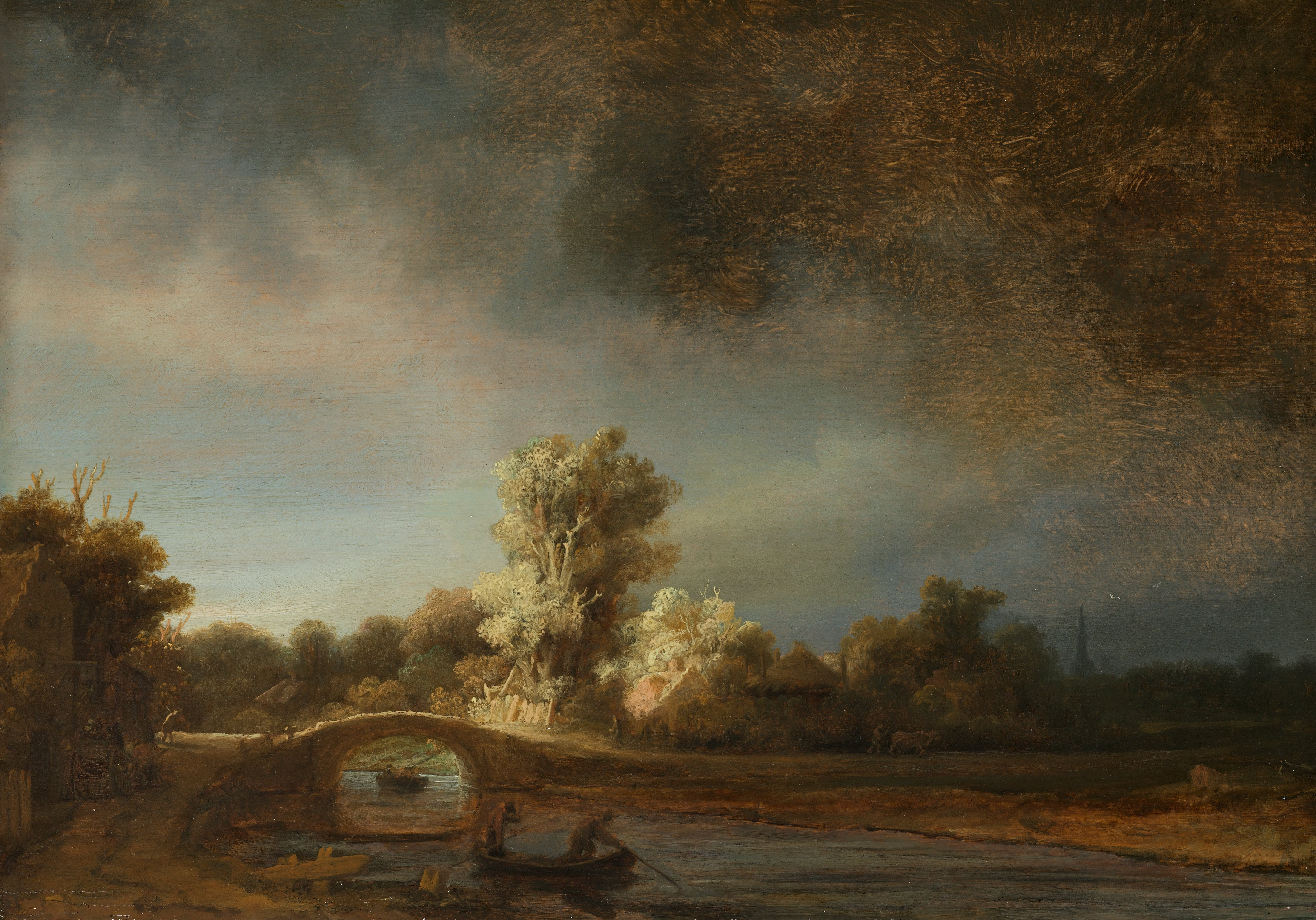
Rembrandt: Die Steinbrücke (1638)

- Johannes Vermeer: Ansicht von Delft (1660)
- Jacob van Ruysdael: Blick auf Haarlem (1670)
- Rembrandt van Rijn: Die Steinbrücke (1638)
- Hendrick Avercamp: Winterlandschaft mit Schlittschuhläufern (1608)
- Jan Steen: Wie die Alten (sangen), so (pfeifen) die Jungen (1665)
- Pieter Saenredam: Cunerakerk, Rhenen (1655)
- Jan Porcellis: Schipbreuk voor de kust (1631)
- Johan Barthold Jongkind: Rotterdam (1856)
- Vincent van Gogh: Herbstlandschaft (1885)
- Vincent van Gogh: Knotwilgen bij zonsondergang (1888)
- Vincent van Gogh: Straße mit Zypresse und Stern (1890)
- Vincent van Gogh: Olijfboomgaard (1889)
- Vincent van Gogh: Porträt Joseph Roulin (1889)
- Piet Mondrian: Komposition Nr. II (1913)
- Piet Mondrian: Komposition mit Rot, Gelb und Blau (1927)

Der Film wurde im April 1967 auf der Expo 67 gezeigt. Zudem lief er unter anderem auf den Internationalen Filmfestspielen von Cannes 1967 sowie 2009 auf der Berlinale.

## Auszeichnungen
Sky Over Holland gewann 1967 in Cannes die Goldene Palme als Bester Kurzfilm und erhielt den Prix de la Commission Supérieure Technique. Er wurde zudem 1968 für einen Oscar in der Kategorie Bester Kurzfilm nominiert, verlor jedoch gegen A Place to Stand, der ebenfalls für die Expo 67 gedreht worden war.